# Kabanga Bay
Kabanga Bay ist eine Bucht an der Ostküste der Gazelle-Halbinsel der Insel Neubritannien in der Provinz East New Britain.

## Geographie
Das Gebiet der Bucht ist vulkanischen Ursprungs und die Küstenlinie ist von gehobenen Korallenkalken geprägt. Die Ufer sind besiedelt; im Südwesten der Bucht liegt die namensgebende Siedlung Kabanga. Der Kabanga River entwässert in die Bucht.